# Johann Caspar Eisenschmidt

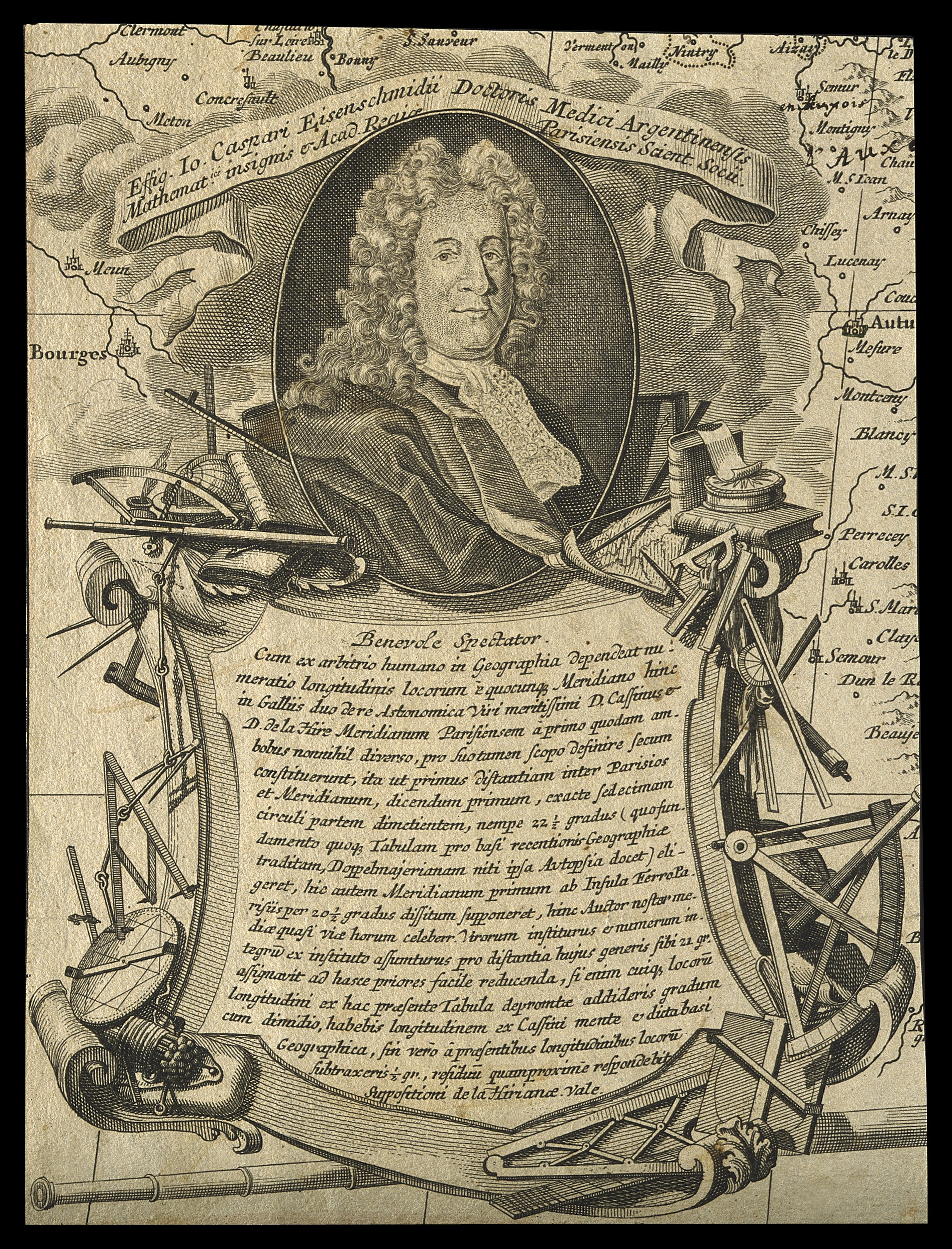
Porträt Johann Caspar Eisenschmidt (Kartenvignette)

Johann Caspar Eisenschmidt (* 15. September 1656 in Straßburg, Elsaß; † 4. Dezember 1712 ebenda) war ein elsässischer Mathematiker, Geodät und Mediziner.
1699 wurde er auf Vorschlag von Jean Dominique Cassini korrespondierendes Mitglied der Académie des sciences.

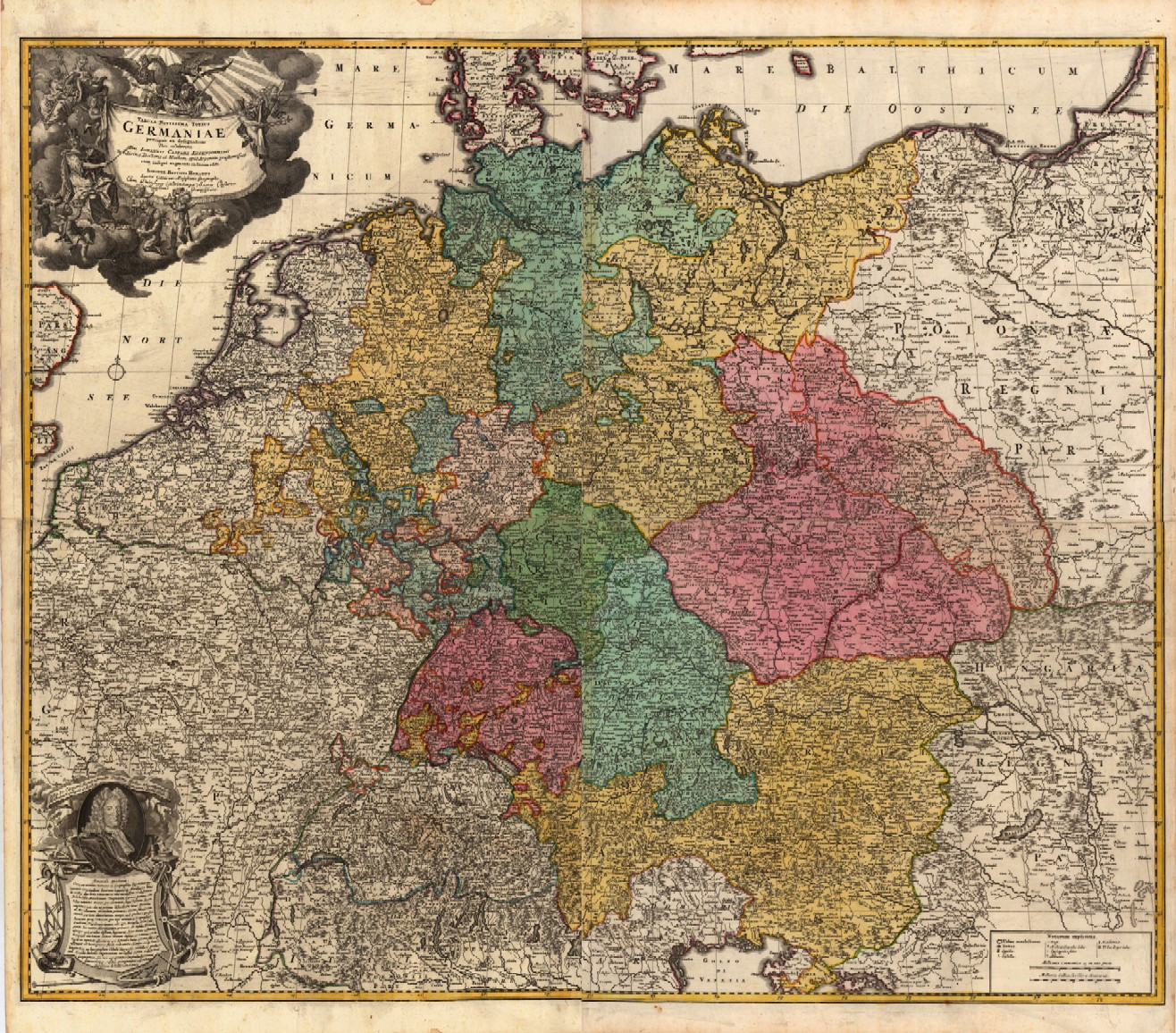
Tabula Novissima Totius Germaniae praecipuè ex Designatione Viri celeberrimi Dni Johannis Caspari Eisenschmidii